# Кимпень (Ботошань)
Кимпень, Кимпені (рум. Câmpeni) — село у повіті Ботошані в Румунії. Входить до складу комуни Прежень.
Село розташоване на відстані 348 км на північ від Бухареста, 36 км на південний схід від Ботошань, 59 км на північний захід від Ясс.

## Населення
За даними перепису населення 2002 року у селі проживали 673 особи, усі — румуни. Усі жителі села рідною мовою назвали румунську.